# Clinton (Wisconsin)
Clinton é uma vila localizada no estado norte-americano de Wisconsin, no Condado de Rock.

## Demografia
Segundo o censo norte-americano de 2000, a sua população era de 2162 habitantes.
Em 2006, foi estimada uma população de 2250, um aumento de 88 (4.1%).

## Geografia
De acordo com o United States Census Bureau tem uma área de
3,4 km², dos quais 3,4 km² cobertos por terra e 0,0 km² cobertos por água. Clinton localiza-se a aproximadamente 293 m acima do nível do mar.

## Localidades na vizinhança
O diagrama seguinte representa as localidades num raio de 20 km ao redor de Clinton.